# ++A (لغة برمجة)
لغة A++ او عربي بلس بلس ، هي لغة برمجة عربية ، كائنية التوجه ، وعالية المستوى ، تعتمد اللغة العربية بشكل كامل ، تم تطويرها بواسطة المطور السوري زياد الحموي عام 2023 ، تدعم تطوير الويب و تطوير الواجهات الرسومية و تطوير البرامج التي ترتبط بقواعد البيانات ، وتمتلك بيئة تطوير مرنة خاصة بها

## مميزات اللغة[1]
- تدعم المكتبات ، مع امكانية تطوير المكتبات لعربي بلس بلس من قبل اي شخص
- تدعم تطوير تطبيقات الويب و تطبيقات سطح المكتب
- امكانية ربطها مع قواعد البيانات بسهولة وبامان
- تمتلك بيئة عمل متكاملة سهلة الاستخدام تدعم الاكمال التلقائي والحفظ التلقائي ، اضافة الى وجود ادوات لتصميم الواجهات الرسومية من خلال السحب والافلات
- اللغة مجانية ومتاحة للجميع

يمكن تحويل اي مشروع مُبرمج بواسطتها الى مشروع مبرمج بلغة بايثون بضغطة زر ، حيث يتم ذلك من خلال الطرفية (موجه الاوامر) عن طريق كتابة a++ ثم اسم الملف ثم --into.python هكذا 
```
a++ d:/code.ar--into.python

```

ولكن يجب اضافة مجلد اللغة c:/aplus الى متغيرات البيئة لكي يعمل هذا الامر

## المكتبات المدمجة[2]
تمتلك لغة عربي بلس عدة مكتبات مدمجة بها وهي كالتالي
- مكتبة الواجهات الرسومية : مكتبة مخصصة لتطوير تطبيقات سطح المكتب
- مكتبة الويب : مكتبة مخصصة لتطوير تطبيقات الويب بشكل مبسط
- مكتبة الترجمة : مكتبة تحتوي على وظائف مخصصة لترجمة النصوص من اي لغة لاي لغة
- مكتبة قواعد البيانات : مكتبة مخصصة للتعامل مع قواعد البيانات ماي إس كيو إل
- مكتبة فلاسك : مكتبة فلاسك بالاساس موجهة الى لغة البرمجة بايثون ، ولكن تم انشاء نسخة معدلة منها تعمل على عربي بلس بلس وباوامر عربية ، يمكن تحميلها بشكل منفصل من موقع المطور

## امثلة[2]

### برنامج حل المعادلات التربيعية[3]
معطى_ا = ادخل_بيانات("ادخل أ : ")
معطى_ب = ادخل_بيانات("ادخل ب : ")
معطى_ج = ادخل_بيانات("ادخل ج : ")
الحلول = حل_معادلة_تربيعية(ا = عدد_عشري(معطى_ا) , ب =عدد_عشري(معطى_ب)  , ج = عدد_عشري(معطى_ج) )
اكتب(الحلول)

### برنامج الترحيب بالمستخدمين[4]
المستخدمين = ["خالد" , "محمد" , "جعفر"]
نفذ_على_جميع_عناصر المستخدمين :
اكتب("مرحبا" + __عنصر__)